# Acres (Sicília)
Acres (en llatí: Acras, en grec antic: Ἄκραι o Ἄκρα) Era una ciutat de Sicília situada al cim d'un turó, a la banda oest de Siracusa, de la que la separaven 24 estadis segons l'Itinerari d'Antoní i la Taula de Peutinger. Molt proper a l'antic emplaçament hi ha la ciutat actual de Palazzolo Acreide.
Segons Tucídides era una colònia de Siracusa, fundada setanta anys després de la seva ciutat mare, és a dir, l'any 663 aC. Mai va tenir gaire importància, i va ser sempre una dependència de Siracusa. Degut a la seva situació va tenir rellevància en alguns fets bèl·lics. Així, quan Dió de Siracusa marxava cap a la capital, es va aturar a Acres per veure els resultats dels seus atacs. En un tractat signat per la República Romana amb Hieró, rei de Siracusa, Acres quedava sota la jurisdicció d'aquest rei, i segurament aquest període va ser el més profitós de la vida de la ciutat. Durant la Segona Guerra Púnica va seguir la sort de Siracusa i va oferir un lloc de refugi a Hipòcrates, quan va ser derrotat per Marc Claudi Marcel a Acril·les l'any 214 aC.
Durant l'època romana es menciona molt poc aquesta ciutat, encara que les restes arqueològiques descobertes evidencien que Acres va continuar habitada fins al menys el final de l'època imperial. Durant els segles iv i v Acres era la seu d'una important comunitat cristiana. És probable que la ciutat fos destruïda l'any 827 durant la primera gran invasió dels àrabs a Sicília.
S'han trobat restes de temples en honor a Àrtemis, Afrodita i Core, i se sap que oferien culte a Zeus Akrios i a les nimfes. La ciutat estava ben fortificada, amb muralles al voltant del turó. Se'n conserven restes a la banda noroest, sud i est. També s'ha identificat el lloc on estaven situades les dues portes principals: la porta de Siracusa és a l'est, i la Selinuntina (encarada a Selinunt) a l'oest.